# Jaroslav Kracík
Jaroslav Kracík (* 18. Januar 1983 in Pilsen, Tschechoslowakei) ist ein tschechischer Eishockeyspieler, der beim HC Plzeň in der tschechischen Extraliga auf der Position des Centers spielt.

## Karriere
Kracík durchlief zunächst bis 2001 die Jugendmannschaften des HC Plzeň, ehe er in der Saison 2001/02 zum ersten Mal in der Extraliga für den HC Plzeň in vier Spielen zum Einsatz kam. In derselben Saison wurde er in die dritte tschechische Liga an den HC Klatovy ausgeliehen, wo er in sechs Spielen eingesetzt wurde.
Bis zur Saison 2004/05 wurde er in Pilsen weiter hauptsächlich in der U20-Mannschaft eingesetzt. In den folgenden Jahren stand er weiter beim HC Plzeň unter Vertrag, wurde allerdings immer wieder an andere Vereine ausgeliehen, wo er aber meist nur wenige Spiele absolvierte.
Zur Saison 2010/11 wechselte er zum HC Litvínov, der in der tschechischen Extraliga vertreten war, und kam in 43 Spielen auf vier Tore und neun Assists.
Nach nur einer Saison in Litvínov wechselte Kracík nach Deutschland zum EV Landshut, der damals unter dem Namen Landshut Cannibals antrat. In der 2. Eishockey-Bundesliga erzielte er in seiner ersten Saison 10 Tore und bereitete 41 weitere vor und gewann mit den Cannibals die Meisterschaft der Spielklasse. Auch in der folgenden Saison lief er für das Landshuter Team auf.
Nachdem er im Jahr 2013 eine Knieverletzung erlitten hatte und deshalb in Landshut keinen neuen Vertrag erhalten hatte, wechselte er im November 2013 zum Ligakonkurrenten SC Riessersee. Nach der Saison 2045/15 erhielt der Center kein neues Angebot vom SC Riessersee, woraufhin er zu seinem Heimatverein HC Plzeň in die tschechische Extraliga wechselte. 

## Erfolge und Auszeichnungen
- 2012 Meister der 2. Bundesliga mit den Landshut Cannibals